# روبرت جولد شاو
روبرت جولد شاو (بالإنجليزية: Robert Gould Shaw)‏ كان ضابطا عسكريا أمريكيا في الجيش الاتحادي في فترة الحرب الأهلية الأمريكية، بصفته كولونيل، قاد فرقة وحدة ماساتشوستش الخامسة والأربعين للمتطوعين المشاة للملونين، التي شاركت في الحرب سنة 1863م، وتم قتله في معركة «قلعة واجنر» قرب تشارلستون، كارولاينا الجنوبية.
هو الموضوع الرئيسي لفيلم المجد سنة 1989.

## حياته وتعليمه
ولد روبرت في مدينة بوسطن لأبوين فرانسيس جيورج و سارا بلايك، عائلته معروفة بكونها عائلة مثقفة ومحسنة وموحدة.
استفادت عائلة شاو من مصالح وشهرة أحد الأجداد الذي كان تاجرا واسمه أيضا روبرت جولد شاو.
انتقلت عائلته إلى غرب روكسبري. وفي فترة مراهقته سافر روبرت ودرس لبعض السنوات في أوروبا.
لاحقا، انتقلت عائلته إلى جزيرة ستاتن بمدينة نيويورك، وقد التحق روبرت من سنة 1856 حتى 1859 بجامعة هارفارد لكنه انسحب قبل التخرج.[بحاجة لمصدر]

## حياته الشخصية

### الزواج
في 2 مايو 1863، تزوج روبرت من آني هاجرتي في مدينة نيويورك، وقررا أن يتزوجا قبل أن تترك الوحدة مدينة بوسطون، وأمضيا شهر العسل في مدينة لينوكس.

### الرسائل
عُرف روبرت بإرساله أكثر من 200 رسالة لعائلته وأصدقائه طيلة فترة الحرب الأهلية، تلك الرسائل موجودة بمكتبة جامعة هارفارد.

## الحرب الأهلية الأمريكية
في بدايات الحرب الأهلية الأمريكية، انضم روبرت إلى وحدة نيويورك السابعة للمتطوعين المشاة، وفي أبريل 1861 شارك مع الوحدة في الدفاع عن واشنطن العاصمة.
و في مايو 1861 التحق بوحدة ماساتشوستش الثانية للمتطوعين المشاة كملازم ثانٍ حيث قاتل في المعركة الأولى لوينشستر، و معركة أنتيتام.[بحاجة لمصدر]
التقى روبرت بوالده في أواخر سنة 1862 بينما كان في مخيم حيث عرض عليه قيادة فوج الملونين (السود). في البداية رفض العرض لكن بعد تفكير عميق قام بقبول العرض، رسائل روبرت (لعائلته) توضح بأنه كان يشك أن تنجح وحدة للسود الأحرار، لكن إخلاص رجاله بعدها أثارت إعجابه بشكل كبير، وأصبح يحترهم جنود، وبعد أن علم بأن جنوده سيتقاضون أجورا أقل من الجنود البيض قام روبرت برفض أخذ راتبه أيضا وأقنع جنوده بعدم أخذ رواتبهم حتى قام الكونغرس الأمريكي بتعويضهم بإعطائهم رواتب تعادل الجنود البيض.[بحاجة لمصدر]
تمت ترقية روبرت إلى رتبة رائد في 31 مارس 1863م، ثم تمت ترقيته إلى رتبة كولونيل في 17 أبريل بنفس السنة.[بحاجة لمصدر]
في 17 يونيو 1863م، كتب روبرت عن عن الجرائم الحربية التي ارتكبت في حق سكان مدينة دارين، جيورجيا عندما تم حرق المدينة كاملة والنساء والأطفال في داخلها، وسرقة ممتلكات السكان، وكتب روبرت في الرسالة: «في طريقي، قام مونتغومري بإطلاق قذائف على المزارع والمنازل، بطريقة بدت وحشية جدا، وهو لم يكن يعرف عدد النساء والأطفال هناك»، في البداية أمر الكولونيل جيمس مونتغومري روبرت بحرق المدينة لكن هذا الأخير رفض، أكمل روبرت في الرسالة: «السبب الذي أعطاني إياه لتدميره المدينة هو أن الجنوبيين يجب أن يعرفوا أن هذه حرب حقيقية، وأن يشعروا بأنهم يجب أن يمحوا من الأرض بأيد الرب مثل اليهود. نظريا قد يبدو الأمر جيدا للبعض، لكن عندما نكون أداة للرب فأنا بنفسي لا أحب هذه الأمر.» ثم أكمل قائلا: «نحن محظورون، لذلك لسنا ملتزمين بقوانين الحرب.»

### وفاته في معركة قلعة واجنر

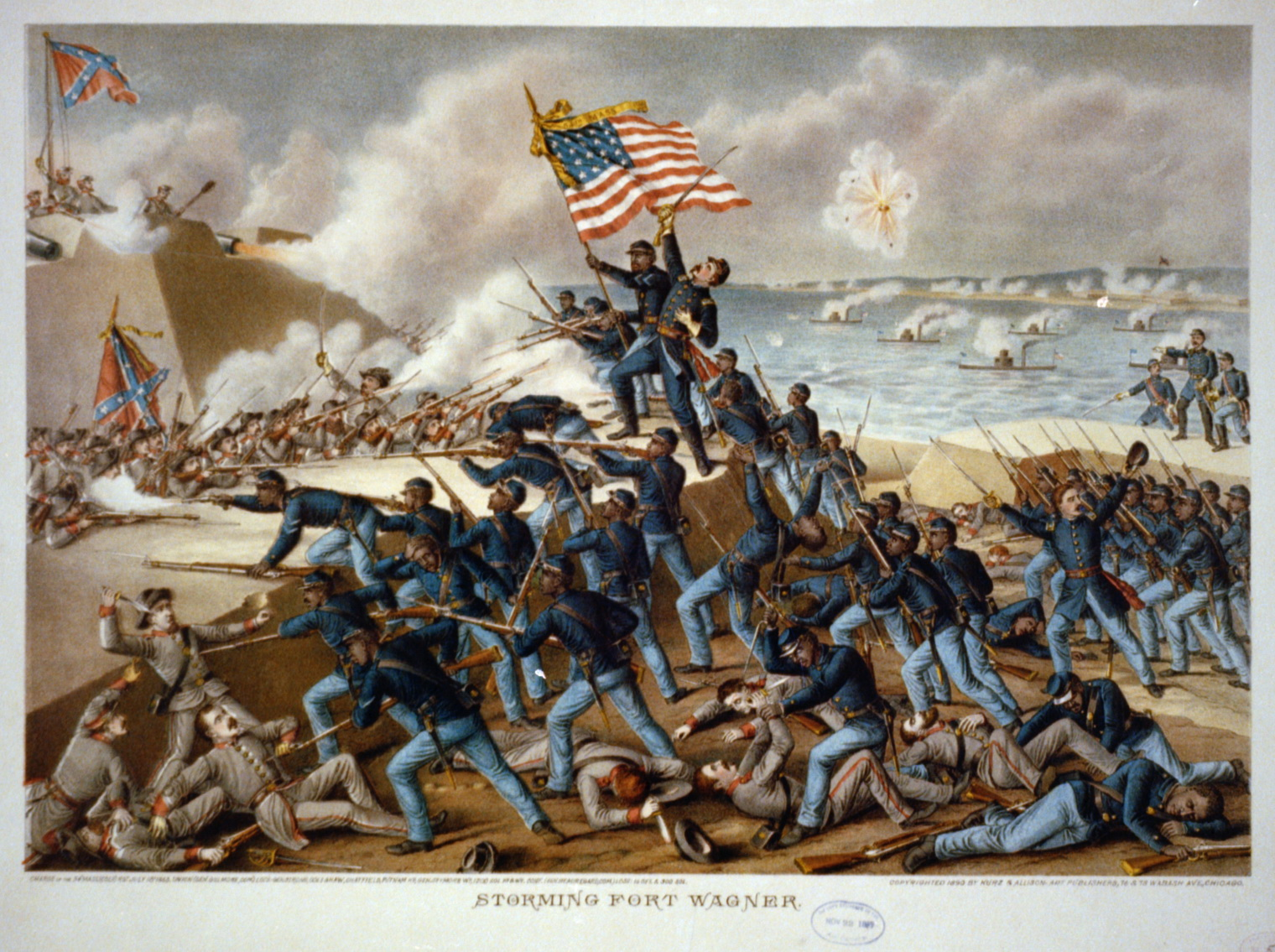
اقتحام قلعة واجنر

في 18 يوليو 1863، تم إرسال الفوج الخامس والأربعين إلى مدينة تشارلستون، كارولاينا الجنوبية للمشاركة في عمليات ضد جيش الولايات الكونفدرالية الذي تمركز هناك، برفقة لوائين، هاجمت الوحدة الجيش الكونفدرالي، انتاب الجنود الرعب والتردد في مواجهتهم نيران العدو، لكن روبرت قاد رجاله في المعركة بالصراخ عليهم: «إلى الأمام أيتها الوحدة الخامسة والأربعون، إلى الأمام!» ثم قفز أعلى الخندق ليقود الجنود لكنه أصيب في قلبه وتوفي في الحين، وفقا للرقباء في الوحدة، فإن روبرت توفي أثناء محاولته قيادة الجنود ثم سقط خارج القلعة.[بحاجة لمصدر]
الجيش الكنفدرالي دفنه في مقبرة جماعية مع العديد من رجاله، كإهانة له. بعد المعركة قام الجنرال جونسون هيجود بإعادة جثث الضباط الذين ماتوا في المعركة، لكنه ترك جثة روبرت حيث كانت. قام الجنرال بإخبار أحد جراحي الوحدة الأسرى وقال له: «لو كان يقود الجنود البيض، كنت سأعطيه دفنا شريفا، لكن في حالتنا هذه، سأدفنه مع الزنوج الذين سقطوا معه.» رغم أن ذلك كان إهانة لروبرت، لكن أصدقاءه وعائلته اعتبروا أنه شرف أنه توفي مع جنوده.
تم بذل جهود ومحاولات لإستعادة جثة روبرت (الذي تم تجريده من ملابسه وسرقته قبل دفنه)، لكن والده أعلن أنه فخور لمعرفته أن ابنه قد دفن بجانب جنوده. وقد كتب والده لجراح الفوج لنكولن ستون: «لا نريد أن يؤخذ جسده من المكان الذي يحاط به من قبل جنوده الشجعان والمخلصين، لا نستطيع أن نتخيل أي مكان أفضل من المكان الذي يوجد به، فوق زملائه الشجعان، ولا نتمنى له رفيقا أفضل منهم، إنه يملك حارسا رائعا!»
آني هاجرتي شاو، أصبحت أرملة في سن 28، لم تتزوج مجددا وعاشت مع عائلتها في نيويورك، توفيت سنة 1907 ودفنت بمقبرة بمدينة لينوكس.